# Emanuel Formánek

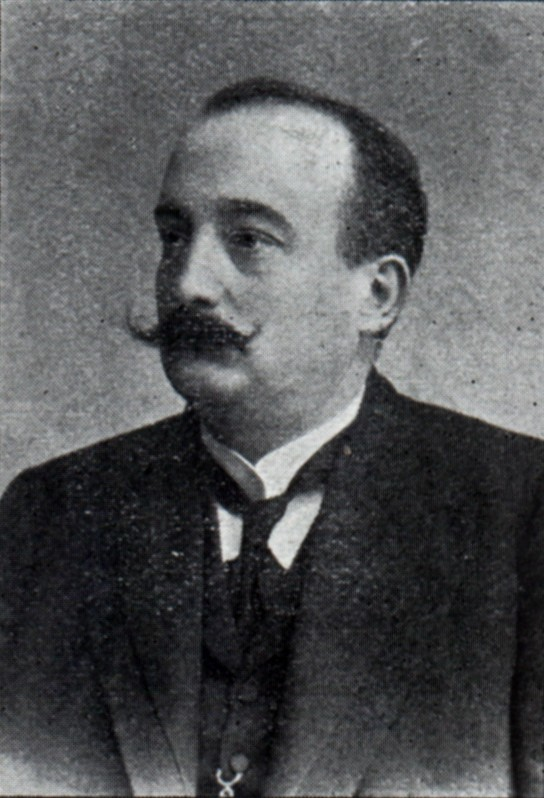
Emanuel Formánek.

Emanuel Formánek (* 7. Oktober 1869 in Leitomischl, Bezirk Leitomischl; † 2. April 1929 in Prag, Tschechoslowakei) war ein tschechischer Mediziner und Politiker (Tschechische national-soziale Partei). Er war Abgeordneter zum  Österreichischen Abgeordnetenhaus, Mitglied des Nationalausschusses und Mitglied der Tschechischen Akademie der Wissenschaften und Künste.

## Leben

### Ausbildung und Beruf
Emanuel Formánek wurde als Sohn des Arztes Emanuel Formánek und dessen Gattin Aloisie geboren. Er besuchte die fünfklassige Volksschule und im Anschluss das Gymnasium in Raudnitz, wo er die 1888 Matura ablegte. Er studierte zwischen 1888 und 1890 Medizin an der Universität Wien, wobei er das erste Rigorosum ablegte. Danach war er von 1891 bis 1893 Demonstrator und von 1894 bis 1896 Assistent am Institut für angewandte medizinische Chemie an der tschechischen Universität in Prag, wobei er am 15. März 1893 zum Doktor der Medizin an der tschechischen Universität promovierte. Er leistete zwischen 1893 und 1894 seinen Militärdienst als Einjährig-Freiwilliger beim 42. Infanterie-Regiment in Königgrätz ab und rüstete im Rang eines Oberarztes ab. Nach Studienaufenthalten in Laboratorien in Deutschland und Frankreich wurde er 1897 Stadt-Chemiker der Stadt Prag. Zudem fungierte er als Oberinspektor der Allgemeinen Landes-Untersuchungsanstalt für Lebensmittel sowie des städtischen Labors für Nahrungsmittelprüfung. Nach seiner Habilitation im April 1898 im Fach der medizinischen Chemie bzw. im Jahr 1902 im Bereich Toxologie war er als Privatdozent an der tschechischen Universität aktiv und hatte Lehraufträge an der Tschechischen Technische Universität Prag. Nach einem Forschungsstipendium im Jahr 1903 in Deutschland wurde er im selben Jahr außerordentlicher Professor an der tschechischen Universität für medizinische Chemie, ab 1910 war er zudem außerordentlicher Professor für chemische Physiologie. Er stieg 1918 zum ordentlichen Professor für Chemie auf und fungierte zwischen 1917 und 1928 als Vorstand des chemischen Institutes der medizinischen Fakultät, zudem war er 1923 bis 1924 Dekan. Formánek war Mitglied des Landessanitätsrates, Mitglied des Vereins der tschechischen Ärzte in Prag, Vizepräsident des staatlichen Gesundheitsrates und Vorsitzender des wissenschaftlichen Direktoriums des staatlichen Gesundheitsinstitutes. Am 23. Mai 1923 erfolgte seine Ernennung zum außerordentlichen Mitglied der Tschechischen Akademie der Wissenschaften und Künste.

### Politische Karriere
Formánek war Mitglied der National-sozialen Partei, jedoch parteipolitisch wenig aktiv. Jedoch engagierte er sich in der neoslawischen Bewegung und warb im Sommer 1913 in St. Peterburg für die finanzielle Unterstützung der prorussischen Kräfte in der Habsburgermonarchie. Er kandidierte bei der Reichsratswahl 1911 im Wahlbezirk Böhmen 28 und konnte sich in der Stichwahl mit rund 56 Prozent gegen den Kandidaten der Sozialdemokraten durchsetzen. Er gehörte in der Folge dem Abgeordnetenhaus zwischen dem 17. Juli 1911 und dem 12. November 1918 an, wobei er zunächst Mitglied im böhmischen nationalsozialen Klub war. Nach seinem Austritt aus diesem Klub im Juni 1912 schloss er sich im Juni 1913 dem neu gebildeten Einheitlichem böhmischen Klub an. Ab November 1916 war er Mitglied im Tschechischen Verband und ab September 1917 Mitglied im Staatsrechtlichen Klub. Er war im Abgeordnetenhaus zudem Mitglied der Freien Vereinigung der Hochschulprofessoren und engagierte sich insbesondere in Notstandsangelegenheiten, im Bereich Steuern und Teuerung sowie in der Nationalitätenfrage. 1918 wurde er Mitglied des tschechischen Nationalausschusses.